# Дреновец
 Тази статия е за селото в Северозападна България.  За близкия язовир вижте Дреновец (язовир).  
Дрено̀вец (от дрян) е село в Северозападна България. То се намира в община Ружинци, област Видин.

## География

### Местоположение
Село Дреновец се намира в западната част на Дунавска равнина. На север има възвишение, покрито с широколистна гора, където е местността Долът и пчелините на дреновчани. Често срещани са дряновите дървета, откъдето идва и името на селото. Оттатък възвишението е река Дунав. На юг, на отсрещната страна на реката, се намират лозята на местните хора. В миналото, за да ги стигнат, стопаните им минавали през бродове, като ползвали кокили, които наричат "щули".

### Води
През селото минава река Лом, а в близост до него се намира и железопътен мост над нея. Язовир „Дреновец“ е най-големият язовир в областта. Открит е през лятото на 1969 г. с името „Евгени Михайлов“. Намира се на запад от Дреновец, на по-високо от селото място. След десетилетия от появата му пластовете под селото са оводнени силно и подпочвената влага избива в основите на къщите.

### Климат
Дреновец е разположен в умерения климатичен пояс. Климатът е умереноконтинентален.

### Флора и фауна
В равнинните части повечето земи са обработваеми. Край реките има тесни ивици, в които растат върби и тополи. Почвите са типични черноземни. По долините на реката почвите са алувиално-ливадни.

## История
Името на Дреновец се появява в Съкратен регистър на Видинския санджак от 1454/1455 г. и в австрийски архиви от 18 век. По времето на османското робство, потисничеството им не пречупвало местните хора - през 1688 г. по време на Чипровското въстание Дреновец също се разбунтувал начело със свещеника си поп Боно, но турската войска разбила въстаниците и сринала селото. През 1689 г. край Дреновец разпънала стан австрийска армия, тръгнала да превзема Видин. Жаждата за свобода и родолюбието обаче не угаснали у местните хора - дреновчани се включили в битките за освобождението на България. 
За селото през 1879 г. свидетелства Феликс Каниц и го описва като ehemalige bischoffstadt, "бивш епископски град".
При избухването на Балканската война в 1912 година 1 човек от селото е доброволец в Македоно-одринското опълчение.
По време на колективизацията в селото е създадено Трудово кооперативно земеделско стопанство „Мичурин“ по името на съветския агроном Иван Мичурин. Първоначално то има съвсем ограничен обхват, но в началото на 1951 година, след блокада на селото от милицията и побоища над по-упоритите, по-жестоки тук, отколкото множеството подобни акции в региона, повечето селяни са принудени да постъпят в него.
Колониите от потомци на дреновчанските родове са разпръснати из цялата страна. Най-многобройни са в София, Видин, Монтана и Лом. Има доста хора в чужбина, най-вече в Испания, Германия и САЩ.

## Население

### Численост на населението през годините
• На 13.12.1955 г. се заличава с. Чорлево и се присъединява като квартал на с. Дреновец
• На 29.12.1959 г. се заличава с. Тополовец и се присъединява като квартал на с. Дреновец
• На 22.08.1991 г. се отделя кв. Тополовец от с. Дреновец и се признава за отделно населено място – с. Тополовец
| \| Година на преброяване \| Численост \| \| --------------------- \| --------- \| \| 1934 \| 3404 \| \| 1946 \| 3655 \| \| 1956 \| 3398 \| \| 1965 \| 3701 \| \| 1975 \| 3348 \| \| 1985 \| 2751 \| \| 1992 \| 2176 \| \| 2001 \| 1813 \| \| 2011 \| 1378 \| \| 2021 \| 1112 \| |           |
| Година на преброяване | Численост |
| 1934 | 3404      |
| 1946 | 3655      |
| 1956 | 3398      |
| 1965 | 3701      |
| 1975 | 3348      |
| 1985 | 2751      |
| 1992 | 2176      |
| 2001 | 1813      |
| 2011 | 1378      |
| 2021 | 1112      |

Дреновец днес е третото по големина село в област Видин и осмото по големина населено място в областта.

### Етнически състав
Данните са към 2011г.
|                     | Численост | Дял (%) |
| Общо                | 1378      | 100.00% |
| ------------------- | --------- | ------- |
| Българи             | 1239      | 89.92%  |
| Турци               | —         | —       |
| Роми                | 98        | 7.11%   |
| Други               | 5         | 0.36%   |
| Не се самоопределят | —         | —       |
| Не са отговорили    | 36        | 2.61%   |

### Религия
Основната религия в селото е християнството. Дреновец се намира във видинската епархия и ломската духовна околия.

## Управление
| Кандидат | Кандидат                  | Партия   | Изборен резултат | Получени гласове |
| -------- | ------------------------- | -------- | ---------------- | ---------------- |
|          | Надя Петрова Иванова      | ГЕРБ     | 71.47%           | 486              |
|          | Пламен Любомиров Георгиев | ПП-ДБ    | 17.21%           | 117              |
|          | Милчо Методиев Милчев     | НДСВ ДПС | 10.29%           | 70               |

| Кандидат | Кандидат                | Партия                      | Изборен резултат | Получени гласове |
| -------- | ----------------------- | --------------------------- | ---------------- | ---------------- |
|          | Надя Петрова Иванова    | ГЕРБ                        | 63.02%           | 513              |
|          | Димчо Методиев Младенов | Нова Алтернатива            | 19.53%           | 159              |
|          | Людмил Радков Георгиев  | Алтернативата на гражданите | 15.36%           | 125              |

| Кандидат | Кандидат                    | Партия  | Изборен резултат | Получени гласове |
| -------- | --------------------------- | ------- | ---------------- | ---------------- |
|          | Надя Петрова Иванова        | ГЕРБ    | 33.99%(61.95%)   | 258(508)         |
|          | Борислав Антов Лозанов      | БСП     | 27.93%(38.05%)   | 212(312)         |
|          | Димчо Методиев Младенов     | АБВ     | 23.72%           | 180              |
|          | Румянка Димитрова Георгиева | Надежда | 14.36%           | 109              |

| Кандидат | Кандидат                   | Партия | Изборен резултат | Получени гласове |
| -------- | -------------------------- | ------ | ---------------- | ---------------- |
|          | Борислав Антов Лозанов     | БСП    | 39.22%(58.10%)   | 302(502)         |
|          | Надя Петрова Иванова       | ГЕРБ   | 29.09%(41.90%)   | 224(362)         |
|          | Николинка Горанова Петкова | НДСВ   | 25.06%           | 193              |
|          | Атанас Илиев Атанасов      | Атака  | 6.62%            | 51               |

| Кандидат | Кандидат                    | Партия  | Изборен резултат | Получени гласове |
| -------- | --------------------------- | ------- | ---------------- | ---------------- |
|          | Борислав Антов Лозанов      | БСП ДПС | 42.06%(59.57%)   | 339(526)         |
|          | Надя Петрова Иванова        | ГЕРБ    | 17.00%(40.43%)   | 137(357)         |
|          | Вергил Първанов Янкулов     | РЗС     | 14.52%           | 117              |
|          | Ваня Георгиева Иванова      | БСДП    | 14.39%           | 116              |
|          | Менчо Методиев Лозанов      | НДСВ    | 8.31%            | 67               |
|          | Цветан Александров Найденов | БЗНС    | 2.23%            | 18               |
|          | Радко Георгиев Кочев        | Атака   | 1.49%            | 12               |

| Кандидат | Кандидат                     | Партия                        | Изборен резултат | Получени гласове |
| -------- | ---------------------------- | ----------------------------- | ---------------- | ---------------- |
|          | Ваня Георгиева Иванова       | БСДП                          | 19.58%(57.20%)   | 149(548)         |
|          | Виктория Розалинова Малинова | ДПС                           | 20.11%(42.80%)   | 153(410)         |
|          | Стоян Димитров Стоянов       | БСП                           | 16.69%           | 127              |
|          | Соня Милчова Стефанова       | Либерален съюз                | 11.96%           | 91               |
|          | Петър Първанов Петров        | Българска социалдемокрация    | 7.88%            | 60               |
|          | Александър Илиев Виденов     | БЗНС                          | 7.49%            | 57               |
|          | Росица Цветанова Петкова     | БДС "Радикали"                | 7.36%            | 56               |
|          | Гинко Цеков Цолов            | НДСВ                          | 5.78%            | 44               |
|          | Велин Найденов Христов       | Гражданска партия за България | 3.15%            | 24               |

## Икономика и инфраструктура

### Икономически характеристики
В икономическа гледна точка след падането на социализма, селото се деиндустриализира. В днешни дни има немалко частни фирми, които се занимават със хранителни, строителни и смесени магазини. 

### Образование и наука
• СУ " Никола Йонков Вапцаров"
• ЦДГ "Палавници"
• Народно читалище „Христо Ботев – 1926“
• Народно читалище "Здравец – 2007"

### Сгради и паркове
• Дом за стари хора - Дреновец
• Поща
• Блок (3-етажен)
• Множество малки паркове

### Транспорт
Има железопътна спирка на линията Мездра – Видин; има шосейни връзки с Лом, Белоградчик, Видин, Монтана и София, като отстои на 29 км от Лом, 33 км от Белоградчик, 47 км от Видин, 47 км от Монтана и 153 км от София.

## Култура

### Музеи
В центъра на Дреновец се намира паметохранилницата, която съхранява вещи от различните епохи на тази земя. Сред най-древните експонати са каменна брадва от неолита, антични монети и оръжия. Части от стрели и мечове и останки от земеделски оръдия илюстрират живота от първите векове на българската държава в земите край река Дунав. Сред ценните експонати от следващите епохи има гюле от хайдушко дървено топче, синия (трикрака софра) от XVIII век, народни носии, тъкани преди 200 години. В раздела за комунизма пък са окачени портрети на Георги Димитров и Тодор Живков, червени знамена, снимки на кооперативни бригади и кутии вафли „Искър“. Второто помещение на паметохранителницата уредникът нарича „стая за едрогабаритни експонати“. В нея са разположени конска каруца с ковани железа, шейна от XIX век, която била теглена от коне, дървен чин, на който седели поколения дреновчани. Също така има и 152-милиметрова гаубица. Тя обаче няма как да се вмести в музейната площ и е монтирана на площада в Дреновец.

### Храмове
• Църква „Въведение Богородично“ - една от най-старите в района, построена през 1800 г.
• Манастир „Света Троица“ - в местността Долът, между Дреновец и Добри дол

### Спорт
Дреновец има футболен отбор, който е участник в Северозападна Трета лига – ФК „Дреновец“. Мачовете се играят на стадион „Арена Дреновец“. Отборът е на повече от 90 години.

### Паметници
На площада на селото се намира паметника на Евгени Михайлов Лозанов.

### Редовни събития
1 май - събор на селото. По традиция на този ден се играе футболен двубой между млади и стари. Освен това обикновено на трапезата има агне.

## Личности

### Родени в Дреновец
- Илия Гечев – помощник на капитан Кръстю по време на въстанието на селяните в Северозападна България от 1850 г. Тежко ранен в боя при с. Хасанова махала (Динково), бил укрит и излекуван в родното си село Чорлево (дн. в състава на Дреновец).[14]
- Петко Петков (1827 – 1897), кмет на Видин[15]
- Евгени Михайлов Лозанов – роден на 20 април 1914 г. в Дреновец. Член на РМС и привлечен в ремсовото ръководство в училището.
- Камен Петров Вълчев (1885 – 1925), народен представител, член на БЗНС, убит 1925 г.[16]
- Лозинка Симеонова Йорданова (с бащина фамилия Павлова) - родена на 11 август 1929 г. в Дреновец. Основател и ръководител на Школа по етнография и фолклор в Дворец на децата в гр. София (някога Дворец на пионерите). Основател и председател на Национално етнопедагогическо сдружение "Проф. д-р Иван Шишманов" (НЕПС). Виден фолклорист с научни публикации в издания на БАН. Виден писател за деца, чиито последни книги са издадени от изд. "Емас".
- проф. Стефан Попов, роден 1940 г. в село Чорлево (дн. в състава на Дреновец), учил в Лом, преподавател по виолончело в Лондон.[17]
- Славчо Първанов, председател на ОНС-Михайловград (Монтана) (1959-1963 г.) и генерален директор на СО "Международен автомобилен транспорт" (1971-1985 г.)[18]